# Asparagus lecardii
Asparagus lecardii — вид рослин із родини холодкових (Asparagaceae).

## Середовище проживання
Ареал: ДР Конго.